# Нильсон, Антон
Антон Нильсон (швед. Anton Nilson, 11 ноября 1887 — 16 августа 1989) — шведский анархо-коммунист, последний человек, который был приговорён к смертной казни в Швеции. Приговор, однако, исполнен не был. Нильсон стал одним из шведских героев рабочего движения.

## Биография
Нильсон родился и вырос в крестьянской провинции Сконе на юге Швеции. В 1905 году окончил школу и под воздействием Первой Русской революции отправился в Мальмё, где вступил в ячейку молодых социалистов, ставших близкой к анархизму Младосоциалистической партии. Работал на стройках, грузчиком в порту.

## Осуждение и тюрьма
Летом 1908 года забастовали докеры Мальмё. Для их усмирения были призваны полиция и армия, а работодатель нанял английских штрейкбрехеров. Шведские рабочие посчитали это провокацией. Английские штрейкбрехеры жили на судне «Амальтеа» (англ. Amalthea). В ночь с 11 на 12 июля Антон и два активиста-социалиста Альгот Русберг и Альфред Стерн прикрепили к судну самодельную бомбу, от взрыва которой погиб один и пострадало 23 англичанина. Антон Нильсон и Русберг были приговорены к смертной казни, Стерн — к пожизненной каторге. Однако в результате массовых демонстраций протеста перед казнью он был помилован и отправлен отбывать пожизненное заключение в тюрьму Хэрнёсанде, где провёл почти 9 лет.
В 1917 году началась широкая международная кампания по их освобождению, в том числе и в США с участием Джо Хилла и других активистов Индустриальных рабочих мира. В Верховный суд была подана петиция за подписью 130 000 человек с требованием освободить заключённых. 1 мая 1917 года десятитысячная рабочая демонстрация подошла к тюрьме, где содержались «Амальтейские герои» — Нильсон и его товарищи. Охране и прибывшим армейским частям было приказано застрелить Антона Нильсона в случае попытки штурма тюрьмы или его побега. Наконец, в октябре 1917 года, Антон Нильсон и его товарищи были освобождены по первому решению нового коалиционного правительства либералов и социал-демократов.

## В Советской России
Освободившись из тюрьмы, Антон Нильсон пошёл в лётную школу в Ljungbyhed, устроился рабочим в аэроклуб и в 1918 году стал настоящим пилотом. Затем в компании с лидером шведских коммунистов Туре Нерманом, отправился в охваченную революцией Россию.

Прибыв в Петроград, попал на приём к председателю Петроградского Совета Григорию Зиновьеву, после чего был направлен на аэродром в Гатчину, на курсы красных авиаторов, где и остался работать. Затем вступил в Красную Армию и участвовал в гражданской войне в качестве пилота (Псков, Ревель), став одним из первых красных авиаторов и командиром эскадрильи в Советской России. За его заслуги товарищи выдвинули его на награждение от Льва Троцкого. По приглашению Троцкого Нильсон помог организовать ПВО Москвы, затем принял командование ВВС на Балтийском фронте. Впоследствии Нильсон положительно отзывался о Ленине и Троцком, считая, что они органично дополняли друг друга как вожди революции.
 Нильсон принимал участие в советско-польской войне 1920 года, затем воевал на Туркестанском фронте (до 1921 г.).

## Дальнейшая судьба
Не поддержав Сталина, Антон Нильсон решил вернуться в Швецию в 1926 году. И рассматривал с тех пор последнего, как предателя революции. В 1931 году Нильсон присоединился к антисталинистской Коммунистической партии Швеции (затем стала называться Социалистической партией) Карла Чильбума и Нильса Флюга. Ко второй половине 1930-х годов партия начинает приходить в состояние упадка. В 1937 году Нильс Флюг исключает из партии одного из её лидеров и основателей Карла Чильбума. В знак протеста из партии выходит другой её лидер — Туре Нерман.
Под руководством Флюга партия в конце 1930-х годов совершает поворот в сторону сотрудничества с нацистами и ориентации на фашистскую Германию. В результате этого поворота из партии выходит группа активистов, включая Антона Нильсона, Альбина Стрёма и Эвальда Хёглунда, сформировавшие Левую социалистическую партию.
Несмотря на критику советской системы, Нильсон в целом позитивно оценивал приход к власти и преобразования Хрущёва в СССР в 1950-х годах. Активно участвовал в общественной жизни вплоть до 1980-х годов. Написал книгу «От „Амальтеи“ до Русской революции».
Антон Нильсон умер в глубокой старости, в возрасте 101 года.